# Passmaskin
En passmaskin är den maskinella utrustning som numera används vid utfärdande av svenska pass i Sverige och även  nationellt identitetskort på polisens passexpedition. 
Passmaskinen består av en höj- och sänkbar digitalkamera samt en bildskärm och en digital skrivplatta.
Digitalkameran ställs in på den sökandes kroppslängd, och därefter tas två kort som lagras i polisens passregister, dels som en biometrisk bild i passet/identitetskortet. 
Därefter skall den sökande skriva sin namnteckning på ett papper som läggs under en digital skrivplatta. På bildskärmen visas sedermera resultatet och den sökande får godkänna utseendet och namnteckningen tillsammans med utfärdaren.
En fördel med passmaskinen är att förväxlingar undviks. Det är den sökande som verkligen avbildas på passet. Proceduren kan även ses som snabb och smidig.